# TV Mania
TV Mania é uma emissora de televisão brasileira sediada em Bragança, cidade do estado do Pará. Opera no canal 33 UHF digital e é afiliada à Record.

## Sinal digital
| Canal virtual | Canal digital | Resolução de tela | Programação                                      |
| ------------- | ------------- | ----------------- | ------------------------------------------------ |
| 33.1          | 33 UHF        | 1080i             | Programação principal da TV Mania / Record Belém |

A emissora iniciou suas transmissões digitais em 19 de abril de 2021, através do canal 33 UHF para Bragança e áreas próximas.
Transição para o sinal digital
Com base no decreto federal de transição das emissoras de TV brasileiras do sinal analógico para o digital, a TV Mania, cessou suas transmissões pelo canal 22 VHF em 19 de abril de 2021.